# Shōko Ema
Shōko Ema (江間章子?, Ema Shōko; Takada, 13 marzo 1913 – Tokyo, 12 marzo 2005) è stata una poetessa e paroliera giapponese.
Con le sue poesie prese parte negli anni trenta del Novecento alla sperimentazione modernista; acquistò fama nel secondo dopoguerra come autrice del testo della canzone Natsu no omoide (夏の思い出, Ricordi d'estate), inclusa nei testi scolastici e nei libri di musica e diventata una delle più iconiche canzoni giapponesi.

## Biografia
Ema Shōko nacque nel 1913 a Takada, nella prefettura di Niigata. All'età di due anni, in seguito alla morte del padre Akira Nakata, conosciuto come il compositore di Sayashunfu, si trasferì a vivere con la madre nella casa dei nonni materni nel villaggio di Tairadate (oggi Hachimantai) nella prefettura di Iwate, dove trascorse la sua infanzia.
Fin da giovane nutrì un forte interesse per la poesia, e dopo essersi diplomata alla scuola superiore femminile a Shizuoka, si trasferì a Tokyo ed entrò in contatto con i circoli letterari modernisti.

### Debutto e partecipazione al movimento modernista
Iniziò la sua carriera letteraria nella rivista Shiinoki (Castagno) della cerchia del poeta Momota Soji.

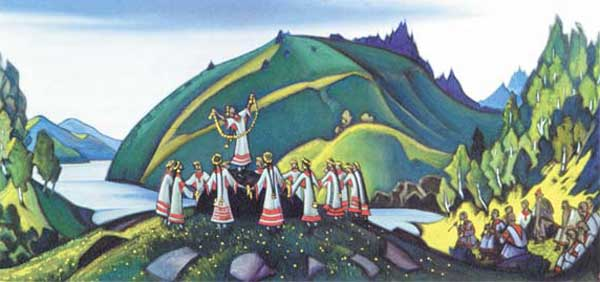
La sagra della primavera in un dipinto di Nikolaj Rerich, ca 1911

Nel 1936 pubblicò la sua prima raccolta di poesie Haru e no shotai (春への招待, Invito alla primavera), scritta pochi mesi dopo la prematura morte dell'amica poetessa Chika Sagawa, cui riservò una dedica nella pagina iniziale.
Le sue poesie, come Haru (Primavera), che contiene un'allusione alla composizione di Igor Stravinsky, Budō hata (Vigneto), Sunahama no jōo (L'imperatrice delle dune) o Nezumi (Topo), innestano metafore, immagini oniriche e fantastiche su paesaggi e descrizioni ordinarie, allontanandosi dallo stile della poesia classica.
Fu una delle poche donne che parteciparono attivamente ai movimenti poetici d'avanguardia associati al surrealismo giapponese nel periodo prebellico.
Di questo periodo scrisseː "Il Giappone si stava dirigendo verso la seconda guerra mondiale. Anche se sentivo una strana presenza, chi avrebbe potuto immaginare che si stesse andando dritti verso la guerra? [...] La poesia che scrivevamo era cosmopolita e si chiamava "modernismo". Era un periodo in cui le persone erano sensibili alle idee e alla poesia dei poeti stranieri."

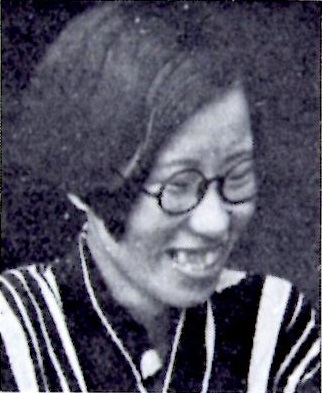
La poetessa Sagawa Chika

Ema prese parte a diversi gruppi e riviste associati al surrealismo e alla poetica d'avanguardia post-surrealista. Contribuì ad alcuni numeri di Shi to shiron (Poesia e poetica), Shinryodo (Nuovi territori), Shiho (Prosodia), Shīnoki (Castagno), Madame Blanche e la successiva VOU curata da Kitasono Katsue, autore del primo manifesto del surrealismo in Giappone.
In quest'ultima rivista, nel numero di novembre 1936, tradusse il primo capitolo di ABC of Reading del poeta statunitense Ezra Pound (1934), con il quale Kitasono fu in corrispondenza dal 1936 al 1959.
Fu tra i membri di Arcueil Club, una cerchia letteraria di Tokyo fondata da Kitasono Katsue e influenzata dall'avanguardia occidentale, cui presero parte importanti esponenti del modernismo prebellico, come Nishiwaki Junzaburo e Sagawa Chika; con quest'ultima strinse una profonda amicizia durata fino alla sua precoce morte.
Riferendosi alla sua amica, Sagawa annotò in un suo scrittoː "Una volta che avremo un po' di soldi, Ema Shōko ed io vogliamo aprire dei negozi a Ginza: lei avrà un negozio di cappelli e uno di fotografia, io vorrei possedere una libreria come quella di Sylvia Beach".
Nel 1940 diverse sue poesie vennero pubblicate nell'antologia di poesia femminile Gendai joryū shijinshū (現代女流詩人集, Raccolta di poetesse contemporanee), forse la prima antologia di poesie in stile libero prodotte da donne; dieci anni prima, nel 1930, a pochi mesi di distanza una dall'altra, erano uscite due antologie di poetesse, la prima dedicata al genere tanka e shi, Gendai shinsen joryū shiika-shū (現代新選女流詩歌集, Raccolta di poesie femminili contemporanee recentemente selezionate, 1930) e Nihon josei shijinshū ( 日本女性詩人集 : 詞華集, Antologia di poetesse giapponesi, 1930).

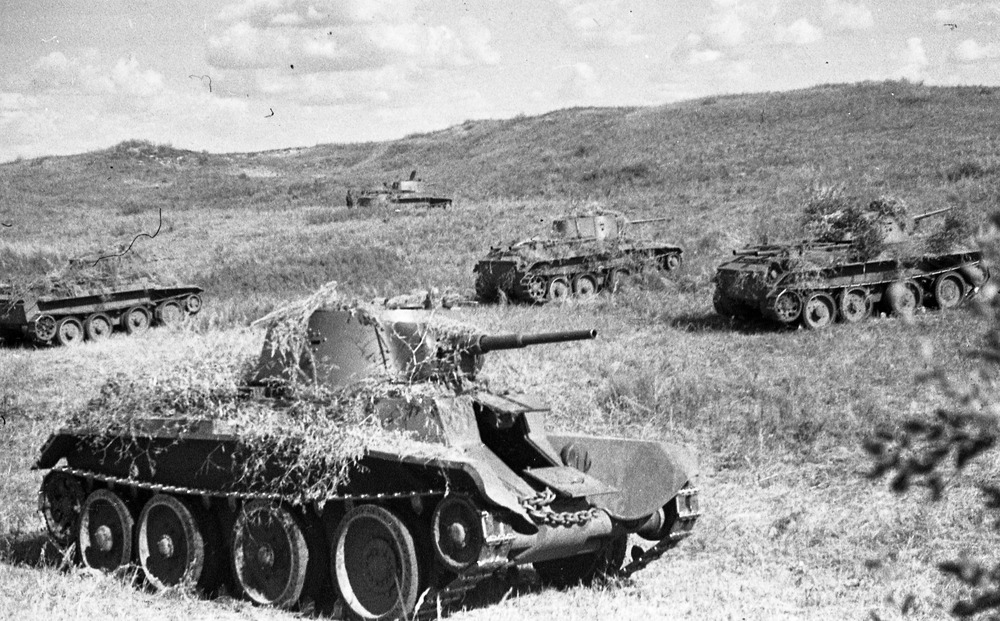
Carri armati sovietici nella battaglia di Khalkhin Gol

Le poesie di Ema comprese in questa raccolta rivelano ancora l'influsso del modernismo per la loro struttura e la presenza di parole straniere, com'era di moda nella poesia modernista degli anni venti e trenta.
Tra di esse vi sono anche poesie a tema bellico, come Aki no hanako (秋の花籠 Cesto di fiori autunnale), un'elegia per il giornalista corrispondente di guerra che perse la vita nella battaglia di Khalkhin Gol, svoltasi lungo il confine tra Mongolia e Manciuria da maggio a settembre 1939, nella quale i soldati giapponesi furono duramente sconfitti dagli eserciti mongoli e sovietici.
Secondo quanto sostenuto dalla studiosa Rina Kikuchi, a differenza di altri poeti modernisti degli anni venti e trenta del Novecento che fecero ritorno allo stile poetico tradizionale giapponese quando scrissero poesie di guerra, Ema avrebbe continuato ad applicare le tecniche sperimentate in precedenza e ad esprimere, anche se in modo pacato, il dolore generato dalla guerra in corso, senza incedere nella retorica nazionalistica della vittoria da conseguire. La poesia Il serpente del '37 (一九三七年の蛇) si apre ad esempio con questi versiː "La guerra ruba gli uomini alle donne, si dice / Ma a me ha tolto gli occhi / Mi sento come se fossi innamorata di una scultura senza figura / Mi sento come se tutte le parole e le voci provenissero da un grammofono".
Nel 1943 si diplomò alla Scuola di Musica di Tokyo e iniziò a comporre numerose opere, tra cui canti e musiche corali.

### Dopoguerra
Nel primo dopoguerra si dedicò soprattutto alla scrittura di canzoni. Uno dei suoi primi testi fu Hana no Machi (花の街, Città dei fiori), in cui descrisse una ridente città in cui sbocciavano i fiori della pace tra le macerie del dopoguerra. Musicata da Ikuma Dan, divenne molto popolare come canzone radiofonica.

#### Ricordi d'estate(Natsu no omoide,夏の思い出)
はるかな尾瀬　遠い空

霧のなかに　うかびくる

やさしい影　野の小径

水芭蕉の花が　咲いている 

夢見て咲いている水のほとり

石楠花色に　たそがれる

はるかな尾瀬　遠い空»
Oze e il cielo lontano

Lo vedo nella nebbia 

Le ombre delicate sui sentieri dei campi

il cavolo in fiore

La riva dell'acqua fiorisce nei miei sogni 

Il colore dei rododendri, il crepuscolo sta calando 

Oze e il cielo lontano»
(Ema Shōko, Ricordi d'estate)

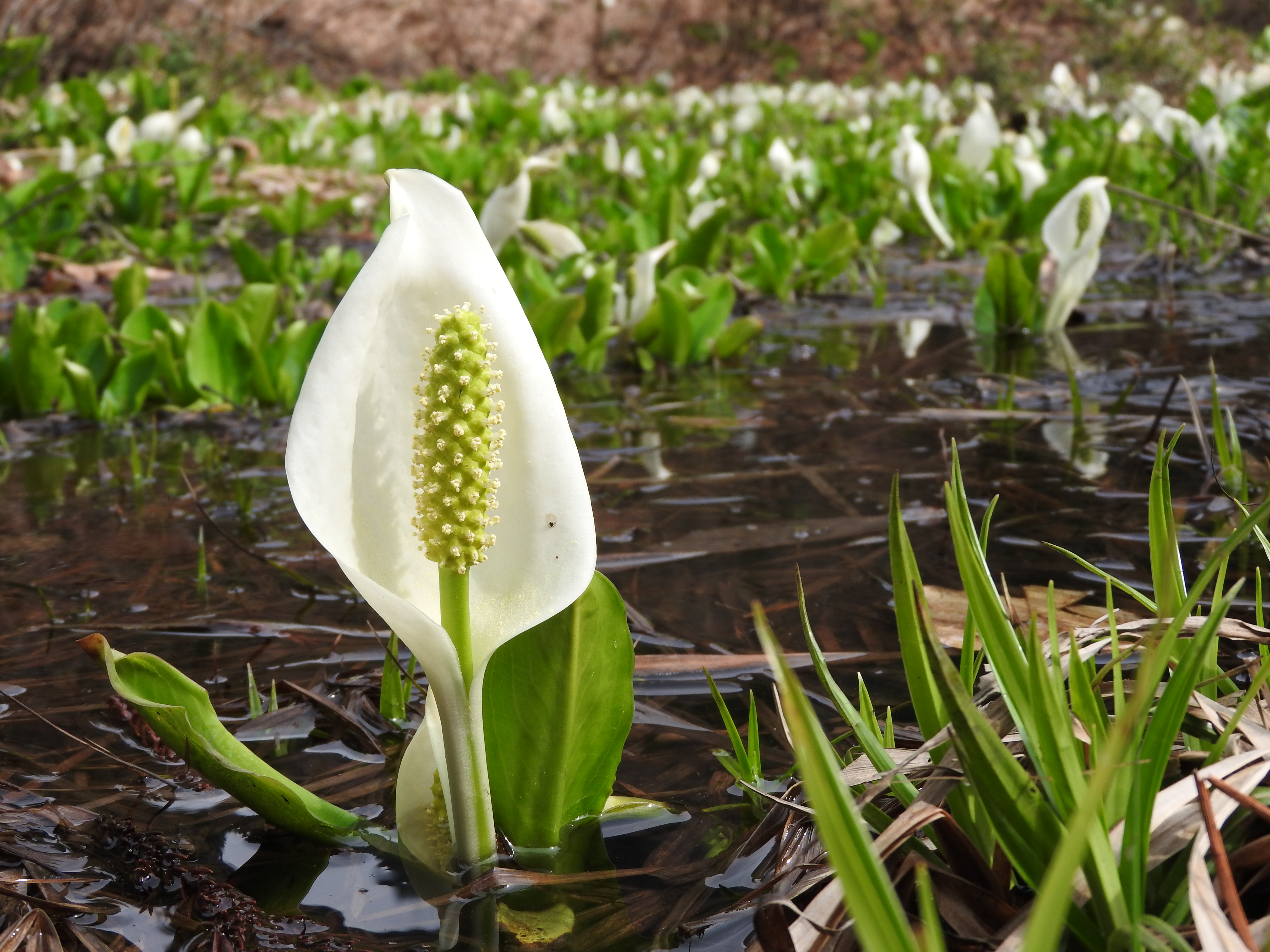
Il cavolo puzzola, o Lysichiton camtschatcensis, che cresce nelle paludi asiatiche, è il fiore evocato nella canzone di Ema Shōko Ricordi d'estate, ritenuta una delle più iconiche canzoni giapponesi

Nel 1947, al culmine della ricostruzione postbellica, il direttore della radio NHK le chiese di scrivere una canzone che ispirasse "sogni e speranze”. Ema ricordò un paesaggio di fiori di cavoli selvatici in cui si era imbattuta qualche anno prima, quando con alcuni sfollati si era addentrata alla ricerca di cibo nel villaggio di Katashina. Da questo ricordo nacque Natsu no Omoide (夏の思い出, Ricordi d'estate), che evocava la fioritura di questa pianta nelle paludi di Oze.
Il testo, messo in musica da Nakata Akira, quando venne trasmesso alla radio NHK, cantato da Yoshiko Ishii, divenne un successo, attirando molti visitatori nella zona, divenuta oggi parte del Parco Nazionale di Oze. Nel 1954 la canzone venne pubblicata su un 45 giri dal compositore e cantante Ichiro Fujiyama che la reinterpretò con il Columbia Women's Chorus Group. Particolarmente adatta ad essere cantata da gruppi corali, venne successivamente inclusa nei libri di testo scolastici, libri di musica e nelle linee guida del curriculum della scuola media.
Nel 2006 l'Agenzia per gli affari culturali del Giappone la selezionò tra le "100 migliori canzoni giapponesi".
Nel 1950 Ema fondò con altre poetesse la rivista Joseishi  (Poesia femminile) dell'associazione Donne poetesse giapponesi, con direttrice Chio Nakamura, con la quale aveva collaborato fin dagli anni trenta nella rivista VOU fondata da Kitasono Katsue. Pubblicò anche diversi saggi, come quello sulla scrittura poetica e biografie, come quella dedicata ad Henry Dunant, fondatore della Croce Rossa, Premio Nobel per la pace nel 1901 e alla poetessa statunitense Emily Dickinson.

Nel 1972 si recò in Unione Sovietica e visitò la Corea del Nord, traendone un'impressione positiva; elogiò il primo ministro coreano Kim Il-sung definendolo "una luce sulla terra" (金日成首相は地球の上のともしび).

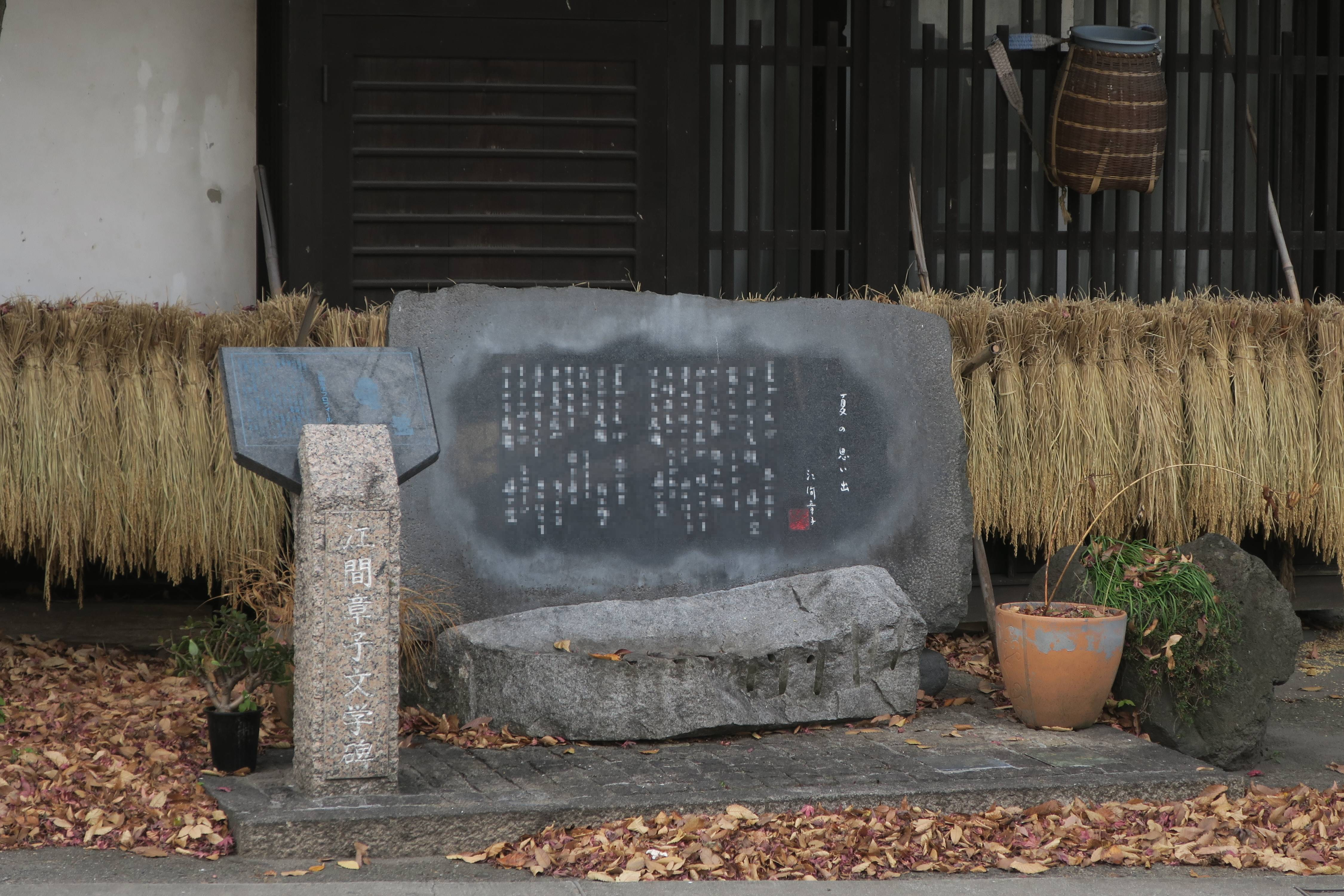
Monumento a Ema Shōko con il testo della sua poesia Ricordi d'estate, nel villaggio di Katashina,

Nel 1983 pubblicò la raccolta di poesie Iraku kikō ta (イラク紀行タ, Diario di viaggio in Iraq), un paese da lei visitato circa dieci anni prima e negli anni successivi continuò a produrre volumi di poesie, libri di educazione musicale e racconti per bambini.
Nel 1992 venne insignita della cittadinanza onoraria di Setagaya e in seguito di Nishine. In quest'ultima città, in cui trascorse la sua infanzia, venne istituito un premio in suo onore per le migliori poesie scritte dagli studenti delle scuole elementari e medie della prefettura. Anche il villaggio di Katashina la nominò cittadina onoraria.
Nel 1999 venne pubblicata la raccolta completa delle sue poesie.

### Morte
Ema Shōko morì nel 2005 all'età di 91 anni a causa di un'emorragia cerebrale in un ospedale di Setagaya, Tokyo.
Nel villaggio di Hinoemata, prefettura di Fukushima, le è stato dedicato un monumento con il testo della sua poesia Ricordi d'estate.

## Opere (selezione)

### Poesie
- (JA) Ema Shōko, 黄色のリボンのお姬樣 / Kiiroi ribon no ohimesama [La ragazza dal nastro giallo], Tokyo, Futaba Sekaisha, 1949, OCLC 37277267.
- (JA) Ema Shōko, イラク紀行―江間章子詩集 / Iraku kikō [Viaggio in Iraq - Una raccolta di poesie di Ema Shoko], Tokyo, Okisakusha, 1983, OCLC 674033925.
- (JA) Ema Shōko, 埋もれ詩の焰ら / Umore shi no homura [La fiamma delle poesie sepolte], Tokyo, Kodansha, 1985, OCLC 15427535.
- (JA) Ema Shōko, <夏の思い出>その想いのゆくえ / Natsu no omoide sono omoi no yukue [Ricordi d'estate. Il futuro di quei sentimenti], Tokyo, Hobunkan, 1987, OCLC 673444261.
- (JA) Ema Shōko, タンポポの呪咀 / Tanpopo no juso  [La maledizione del dente di leone], Tokyo, 1990, OCLC 23832503.
- (JA) Ema Shōko, 江間章子全詩集 / Ema Shōko zenshishū [Raccolta completa di poesie di Ema Shōko], Tokyo, Hōbunkan Shuppan, 1999, OCLC 46906829.

### Saggi, biografie, romanzi
- (JA) Ema Shōko, アンリ・デュナン / Anri dyunan [Henry Dunant], Tokyo, Dowaya, 2004, OCLC 674865382.[34]
- (JA) Ema Shōko, 乙女のよろこび : 少女小說 / Otome no yorokobi [La gioia della fanciullaː romanzo per ragazze], Tokyo, Komadori Shoen, 1950, OCLC 672873670.
- (JA) Ema Shōko, 詩へのいざない : 現代詩の理解と作法 / Shi eno izanai : Gendaishi no rikai to sakuhō [Invito alla poesiaː comprendere e scrivere poesia moderna], Tokyo, Shibata Shoten, 1957, OCLC 672497412.
- (JA) Ema Shōko, エミリー・ディッキンソンの生涯 / Emirī Dikkinson no shōgai [La vita di Emily Dickinson], Tokyo, 1969.

### Testi di canzoni[35]
- Natsu no omoide (夏の思い出, Ricordi dell'estate) musicato da Nakada Yoshinao
- Okāsan (おかあさん) musicato da Nakada Yoshinao
- Hana no machi (花の街, Città dei fiori) musicato da Dan Ikuma
- Hana no mawari de (花のまわりで) musicato da Ōtsu Saburō
- Gogatsu no yoru (Notte di maggio (stagione del gufo blu), musicato da Satoshi Oishi/Mariko Hattori[36]
- Oyasuminasai utsukushī yume o mite (おやすみなさい 美しい夢を見て, Buonanotte, fai un bel sogno), musicato da Nakada Yoshinao/Yuki Kuramoto[37]
- Akarui Hitomi (明るいひとみ , Occhi brillanti), musicato da Ikuma Dan[38]
- Hana no machi (Città dei fiori)